# Schlewe
Schlewe ist eine Wüstung zwischen Ihlewitz, Piesdorf und Strenznaundorf im Salzlandkreis in Sachsen-Anhalt. Der Ort war eine slawische Siedlung, in der Gegenwart ist an der Stelle ein Acker. Die Dorfflur bildet den südwestlichen Teil des heutigen Strensnaundorfer Gebietes. 

## Geschichte
Im Jahre 964 erwähnte Markgraf Gero den Ort in einer Güteraufzählung für das Stift Gernrode als Scolene. Dem Stift gehörte dort eine Hufe. Im Jahr 1267 kaufte die Äbtissin des Klosters Gerbstedt, Jutta, im Dorf eine halbe Hufe und einen Hof für ihr Kloster zurück. Dabei wird der Ort Slavis genannt. Sie bestimmte dann auch über die Verwendung der Einkünfte. 1456 belehnte Erzbischof Friedrich III. die Brüder Hans, Martin und Veseke von Westeregeln und außerdem Hans Stoibe mit Gütern in der Siedlung, darunter ein halber Schock von einem Hof und einer Hufe in Slobe. Danach belehnte sein Nachfolger Johann 1468 wieder die Brüder Hans und Martin Westeregeln mit einem halben Schock von einem Hof und einer Hufe, dabei wird das Dorf auch wieder, wie 1456, Slobe genannt.
Derselbe belehnte im Jahr 1472 auch noch Hans Dorn mit u. a. zwei Hufen und zwei Höfen und nannte das Dorf dann wieder Slobe.
Sein Nachfolger Ernst belehnte dann in 1478 noch Hans und Martin Westeregeln erneut mit einem halben Schock von einer Hufe und einem Hof und ein Jahr später erneut Hans Dorn mit einer Hufe und zwei Höfen im sog. Slobe. Ein weiteres Jahr später belehnte er noch Heinrich von Krosigk mit Gütern im Ort und noch einmal vier Jahre später, also 1484, belehnte er außerdem noch Jürgen von Ammendorf mit Gütern, wie einem wüsten Hof und einer Hufe im Ort, den er dann allerdings Slobitz nennt.